# Попов, Павел Степанович
Па́вел Степа́нович Попо́в (26 августа [7 сентября] 1842, Курская губерния — 7 [20] декабря 1913, Санкт-Петербург) — российский синолог. Старший драгоман императорской дипломатической миссии в Пекине. Член-корреспондент Петербургской Академии наук (1890). Действительный статский советник (1897).

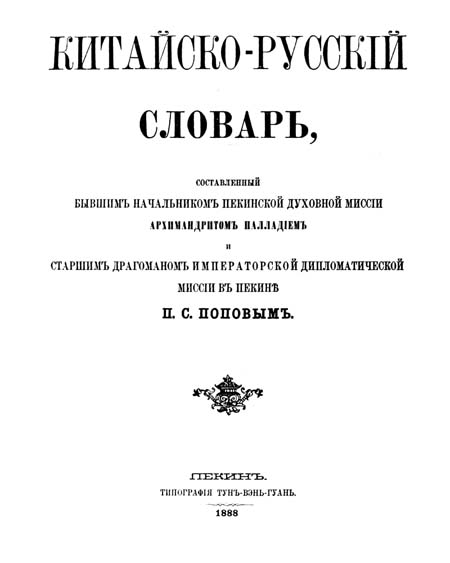
титульная страница китайско-русского словаря, изданного в Пекине в 1888 году, архимандритом Палладием и старшим драгоманом Павлом Степановичем Поповым

## Биография
Родился 26 августа (7 сентября) 1842 года в селе Большой Змеинец Щигровского уезда Курской губернии в семье священника.
В 1859 году окончил Курское духовное училище, в 1865 году — Курскую духовную семинарию, в которую был принят без экзаменов ввиду блестящих способностей. Приехав в Санкт-Петербург, поступил в духовную академию, но уже в следующем году вышел из духовного звания и оставил академию. С 1866 года учился на факультете восточных языков Санкт-Петербургского университета, который окончил в 1870 году по разряду китайско-монгольско-маньчжурскому разряду. Был принят в Азиатский департамент и отправлен студентом-стажёром   дипломатической миссии — в Пекин. С 1873 года был вторым драгоманом миссии, с 1877 года — исполняющим должность старшего драгомана, в которой был утверждён в 1879 году. В 1886—1902 годах был генеральным консулом России в Пекине. В 1897 году получил чин действительного статского советника.
В 1879 году вышел составленный П. С. Поповым «Русско-китайский словарь», затем появились ещё два дополненных издания словаря. В 1888 году издал в Пекине «Китайско-русский словарь», начатый архимандритом Палладием и за этот труд получил звание члена-корреспондента Императорской академии наук. В 1895 году Императорским русским географическим обществом был издан сделанный Поповым перевод сочинения: «Описание монгольских кочевий», удостоенный малой золотой медали.
Отдельной брошюрой вышло «Описание Хэй-лун-цзиньской провинции», составленное Поповым на основании одного китайского сочинения (Владивосток, 1896).
В 1902 году его, находившегося уже в отставке, пригласили занять кафедру китайской словесности на факультете восточных языков Петербургского университета и, несмотря на отсутствие учёной степени, назначили на должность приват-доцента. В 1903—1904 учебном году он читал лекции вместе с Д. А. Пещуровым, а потом несколько лет один на всех курсах.
Умер 7 (20) декабря 1913 года.

## Семья
Жена — Анна Константиновна урождённая Игумнова, дочь Александра Парфеньевна, урождённой Шишмарёвой (9.03.1836—?), сестры многолетнего консула в Урге Я. П. Шишмарёва.